# Sofiko Sjevardnadze
Sofiko "Sophie" Paatovna Sjevardnadze (Russisch: Софико Паатовна Шеварднадзе; Georgisch: სოფო შევარდნაძე) (Tbilisi, 23 september 1978) Sjevardnadze is een Georgisch-Russische tv-presentator voor het televisiekanaal RT.

## Biografie
Sofiko Sjevardnadze is de kleindochter van de voormalige minister van Buitenlandse Zaken van de Sovjet-Unie en voormalige president van Georgië — Edoeard Sjevardnadze. Als kind nam ze balletlessen en op aandringen van haar ouders nam ze later ook pianolessen. Op tienjarige leeftijd verhuisde Sofiko samen met de rest van het gezin naar Frankrijk, waar ze haar diploma behaalde op het Conservatoire de Paris. Ook voltooide ze een film- en journalistiekstudie in Boston (2001) en New York (2005).

## Carrière
Gedurende haar studie werkte ze als producente voor ABC tussen 2001 en 2003 en als correspondent van het Georgische tv-programma Namedni in 2004. Toen het Engelstalige, Russische televisiekanaal RT werd gelanceerd in 2005, verhuisde ze naar Moskou en werkt er sinds het begin af aan als presentatrice. Ze leidde het nieuwsprogramma "Interview" en tegenwoordig is ze te zien in het programma "SophieCo". Tussen 2006 en februari 2015 werkte ze eveneens voor het Russische radioprogramma "Echo Moskvy".